# Архиепархия Наньнина

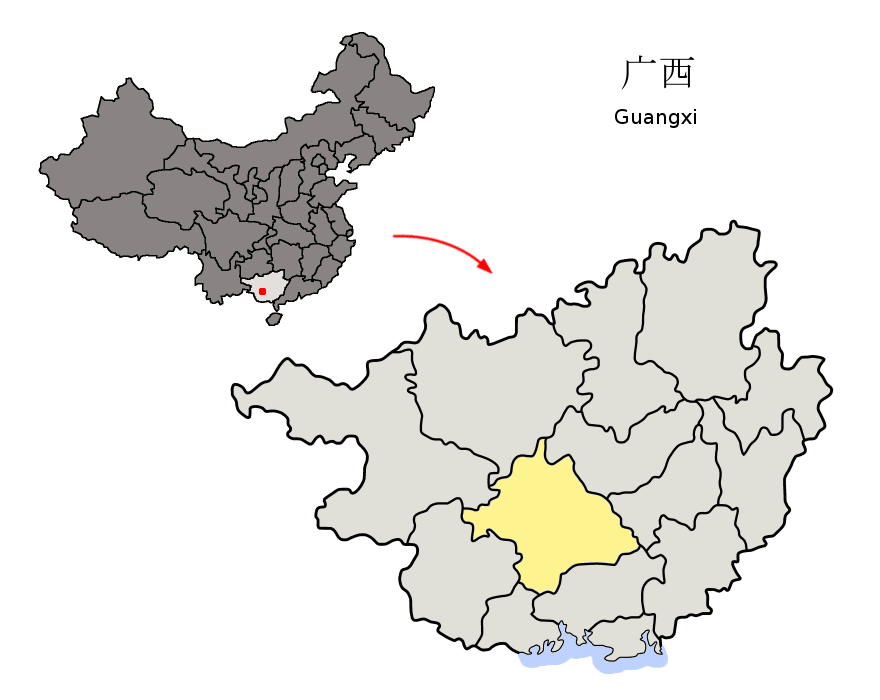
Расположение префектуры Наньина на карте Китая

Архиепархия Наньнина (лат. Archidioecesis Nannimensis) — архиепархия Римско-Католической церкви c центром в городе Наньнин, Китай. В митрополию Наньнина входит епархия Учжоу. Кафедральным собором архиепархии Наньнина является собор Пресвятой Девы Марии.

## История
6 августа 1875 года Римский папа Пий IX издал бреве Simul ac, которой учредил апостольскую префектуру Гуанси, выделив его из апостольского викариата Гуандун-Гуанси (сегодня — Архиепархия Гуанчжоу). Руководство апостольской префектурой было поручено католической миссионерской организации «Парижское общество заграничных миссий».
6 июня 1914 года апостольская префектура Гуанси была преобразована в апостольский викариат.
6 февраля 1922 года апостольский викариат Гуанси передал часть своей территории для возведения новой апостольской префектуры Наньлуна (сегодня — Епархия Наньлуна).
3 декабря 1924 года апостольский викариат Гуанси был переименован в апостольский викариат Наньнина.
30 июня 1930 года апостольский викариат Наньнина передал часть своей территории для миссии Sui iuris Учжоу (сегодня — Епархия Учжоу).
11 апреля 1946 года Римский папа Пий XII издал буллу Quotidie Nos, которой возвёл апостольский викариат Наньнина в ранг ирхиепархии.
В 1984 году священник Иосиф Мэнь Цзывэнь был назначен Святым Престолом архиепископом архиепархии Наньнина. Китайские власти не признали назначение Иосифа Мэнь Цэывэня и он был вынужден исполнять свои функции ординария архиепархии в подпольных условиях. 7 января 2007 года архиепископ Иосиф Мэнь Цзывэнь умер в возрасте 103 лет. С 2003 года ординарием архиепархии Наньнина стал подпольный архиепископ Иоанн Креститель Тань Яньчуань.

## Ординарии архиепархии
- епископ Louis Jolly (6.08.1875 — ноябрь 1877);
- епископ Пьер-Ноэль-Жозеф Фокар (13.08.1878 — 31.03.1889);
- епископ Jean-Benoît Chouzy (21.08.1891 — 22.09.1899);
- епископ Joseph-Marie Lavest (26.04.1900 — 23.08.1910);
- епископ Maurice-François Ducoeur (22.12.1910 — 10.06.1929);
- архиепископ Paulin-Joseph-Justin Albouy (30.06.1930 — 7.02.1954);
  - Sede vacante (7.02.1954 — 1984);
- архиепископ Иосиф Мэнь Цзывэнь (1984—2003);
- архиепископ Иоанн Креститель Тань Яньчуань (2003 — по настоящее время).

## Источник
- Annuario Pontificio, Libreria Editrice Vaticana, Città del Vaticano, 2003
- Бреве Simul ac / A. Launay I, стр. 430—431 Архивная копия от 9 марта 2016 на Wayback Machine  (лат.)
- Булла Quotidie Nos Архивная копия от 27 марта 2010 на Wayback Machine, AAS 38 (1946), стр. 301  (лат.)